# Emmanuel-François Molard
Pour les articles homonymes, voir Molard.
Emmanuel-François Molard est un polytechnicien français du XIXe siècle, inventeur et directeur d'établissements d'enseignement supérieur technique, né le 18 mars 1772 au hameau des Cernoises, Les Bouchoux, Jura, et mort à Paris le 12 mars 1829.

## Biographie
Il est le fils de Claude François Molard et de Marie Thérèse Bussod, et le frère de Claude-Pierre Molard.
Né en 1772 aux Cernoisses, près de Saint-Claude dans le Jura, conscrit de 1793, il va combattre  sur le Rhin. Ensuite élève de l’école d’aérostats de Meudon, il en devient commandant des études et entre enfin à Polytechnique en 1797. 
Il devient capitaine d’artillerie, mais en 1802, à la paix d’Amiens, il passe à l’école d’arts et métiers de Compiègne, et participe à son déménagement à Châlons-sur-Marne. En 1811, il va créer l’école d’arts et Métiers de Beaupréau, qu’il transfère à Angers en 1815. 
En 1817, il remplace son frère comme sous-directeur du Conservatoire national des arts et métiers.    
Cet industriel est l’inventeur en particulier de procédés de fabrication des vis à bois, de machines de découpe de bois, de systèmes de freinage pour les voitures à chevaux, d’innovations dans les câbles de mines, de grues portuaires. À partir de 1818, il généralise en France la construction de matériels agricoles, et en 1819, le gouvernement le missionne pour aller observer l’industrie anglaise. À partir de 1820, il traduit, publie ou participe à plusieurs ouvrages techniques.

## Publications
- Système d’agriculture, Coke, 1820[3] ;
- Les divers systèmes de filature en usage aux Indes, en France, etc., Paris, in-8, 1826[2] ;
- Nouveau système complet de filature de coton, Paris, in-4 et atlas, 1828, en collaboration avec Leblanc[2].

Il participe également aux deux ouvrages :
- Annales de l’industrie française,
- Dictionnaire technologique.